# Sulfacitina
La sulfacitina è un antibiotico sulfonamidico utilizzato nel trattamento delle infezioni delle vie urinarie.

## Utilizzo
La sulfacitina, così come le altre sulfonamidi, è un antibiotico batteriostatico sintetico attivo contro la maggior parte dei batteri Gram-positivi e molti di quelli Gram-negativi.
È usata nel trattamento delle infezioni acute del tratto urinario causate da ceppi sensibili di Escherichia coli, a batteri del gruppo Klebsiella e Enterobacter, Staphylococcus aureus, Proteus mirabilis e, meno frequentemente, Proteus vulgaris.
Il numero di condizioni cliniche nelle quali l'uso della sulfacitina è clinicamente utile si è notevolmente ridotto a causa dell'insorgenza di numerosi ceppi resistenti al farmaco.
Data la loro somiglianza, tra l'altro, alla resistenza ad un sulfonamide corrisponde la resistenza a tutti i tipi di sulfonamidi.

## Meccanismo di azione
La sulfacitina è un inibitore competitivo dell'enzima diidropteroato sintetasi, del quale è substrato l'acido p-amminobenzoico, precursore fondamentale dell'acido diidrofolico; ciò contrasta la sintesi degli acidi nucleici bloccando la crescita dei microorganismi e ne provoca la morte.